# Alexander von Fielitz
Alexander von Fielitz (né le 28 décembre 1860 à Leipzig – décédé le 29 juillet 1930 à Bad Salzungen) est un compositeur, chef d'orchestre et professeur de musique allemand.

## Biographie
Fielitz a étudié avec Julius Schulhoff et Edmund Kretschmer (de) à Dresde. Il a travaillé comme chef d'orchestre de théâtre à Zurich, Lübeck, et Leipzig, et ensuite a enseigné pendant plusieurs années au Conservatoire Stern à Berlin. En 1905, il est devenu professeur au Collège de musique de Chicago (en) et en 1906 il a dirigé l'Orchestre symphonique de Chicago. À partir de 1908 il a de nouveau enseigné au Conservatoire Stern, qu'il a dirigé à partir de 1915.

## Œuvres
Fielitz a composé deux opéras : 
- Vendetta (Lübeck, 1891)
- Das stille Dorf (Le Village Silencieux) (Hambourg, 13 mars 1900).

Il a composé plusieurs lieder, dont son cycle Eliland. Ses Toskanische Lieder (Lieder toscans) ont été particulièrement bien connus. Sa romance pour violon et piano était également populaire.